# فاسيلي ستوريسكو
فاسيلي فاسيليفتشي ستوريسكو (بالرومانية: Vasile Stroiescu)‏ (بالروسية: (Василий Васильевич Строеско (11 نوفمبر، 1845- 13 أبريل، 1926) المعروف أيضًا بفاسيلي دي ستورياسكو أو باسيل ستورياسكو، كان أحد مواطني بيسارابيا وكان سياسيًا رومانيًا ومالك أراضٍ وفاعل خير، وكان أحد مؤيدي ورعاة القومية الرومانية في محافظة بيسارابيا الروسية وبين المجتمعات الرومانية في النمسا والمجر، ذلك بالإضافة لكونه نصيرًا للمساعدة الذاتية والزراعة التعاونية. ورث ستوريسكو أو اشترى العقارات الكبيرة وقام بتقسيمها تدريجيًا بين الفلاحين المحليين ريثما كان يعمل على إنشاء المدارس والكنائس المحلية من أجلهم. نتيجة كونه مسافرًا وواسع المعرفة فقد تخلى عن مهنته في القانون للتركيز على مشاريعه الزراعية ونشاطه الثقافي حتى أصبح عضوًا فخريًا في الأكاديمية الرومانية.
أدى دعم ستوريسكو للصحيفتين القوميتين باسارابيا والكلمة المولدوفية إلى انجذابه إلى الخلية الأكثر نخبوية من الحركة القومية المتركزة على أجزاء من الزيمتوف ومجمع النبلاء، نتج عن ذلك أن أصبح الرئيس الفخري للحزب المولدافي الوطني بعد فترة وجيزة من ثورة فبراير، ولكنه انجرف مع فلاديمير هيرتزا بعيدًا عن جوهر الحركة لإنشاء فرع الأرستقراطية الخاص به. أصبح عضوًا متغيبًا للسفاتشول تارياي خلال وجود جمهورية مولدافيا الديموقراطية واتحادها مع مملكة رومانيا. خدم ستورياسكو في مجلس نواب رومانيا خلال عامي 1919-1920 وكان رئيس المجلس لبضعة أسابيع. تبع تجمعه مع حزب الفلاحين بسامبريان أن أصبح ستورياسكو ينتقد عملية التوحيد وانتهاكات الحكومة في بيسارابيا، وعارض ستورياسكو أيضًا الإصلاح الزراعي الروماني في العشرينيات. توفي ستورياسكو في بوخاريست بعد فترة وجيزة، وكانت جنازته رسمية نتيجة خدمته في مجلس الشيوخ.

## السيرة الذاتية

### البدايات
كانت عائلة الستورياسكو مكونة من الأرستقراطيين الرومانيين والرعاة من مولدافيا، كان بطريرك العائلة إيوان ستورياسكو حاصلًا على لقب البويار (الجيتنايسر) في أواخر القرن السابع عشر، وكان حفيده جافرييل حاصلًا على لقب (الساتار)، أما إيانيكي ابن لجافرييل فقد عاد إلى الرعي وكان مالكًا لمزارع في إقليم ياش. انتقل ولداه فاسيلي (1795-1875) وإيوان بين مولدافيا وبسارابيا اللتين أصبحتا جزءًا من الإمبراطورية الروسية في أعقاب معاهدة بوخاريست لعام 1812. تملك فاسيلي عشرة عقارات على جانبي الحدود مقسَّمين بين مقاطعتي ياش وهوتين. تم تجنيد جميع الستورياسكو في النبلاء الروس عام 1828 ومُنحوا أسلحة في عام 1867. كان لفاسيلي ثلاثة أبناء من زواجه ببروفيرا مانويل جوتو (1808-1856): ميهيل (1836-1889) وجيورجيه (1840-1922) وفاسيلي جونير. كان للزوجين أيضًا أربع بنات تزوجن من أرستقراطيين من أصول بيسارية روسية أو يونانية أو بولندية: آنا كازيمير وماريا دروجانوف وإلينا مارتوس وإيكاترينا شومانسكي. كان زوج إيكاترينا كليمنتي شومانكي، عمدة كيشينيف في سبعينيات القرن التاسع عشر.
وُلِد فاسيلي جونيور في 11 نوفمبر 1845 في ترينا، إحدى قرى مقاطعة هوتين (الآن في مقاطعة إدينو، مولدوفا). التحق بمدرسة بيسارابيان في كيشينيف، ثم مدرسة كامينيتس بودولسكي وأوديسا ريشيليو ليسيوم. في وقت لاحق، درس فاسيلي القانون في جامعات موسكو وسانت بطرسبرغ وبرلين التي حصل فيها على منحه درجة الدكتوراه في القانون. نتيجة كونه ضليعًا واسع المعرفة، قيل إن ستورياسكو قد تعلم كل اللغات السلافية والألمانية والفرنسية والإنجليزية والإيطالية، بالإضافة إلى لغته الرومانية الأصلية. بعد التخرج، سافر في جميع أنحاء أوروبا بما في ذلك مملكة رومانيا، كما زار المستعمرات الغربية في أفريقيا. شاركه في هذا الشغف شقيقه الأكبر ميهيل الذي تحطمت سفينته في وقت ما في المحيط الهادئ وكتب لاحقًا مذكرات بمغامراته.
عُين فاسيلي قاضيًا في محكمة مدينة هوتين عام 1867، أصبح زميلًا للكاتب أليكساندرو هاجدو. بعد موت أبيه، انسحب من العمل في القانون بالكلية، وأصبحت قرية بريزيني محل إقامته الأساسي، حيث بدأ تجارته كمزارع محترم يعلم الفلاحين ومهندس زراعي هاوٍ مع الحفاظ على اهتمامه بالبحث التاريخي. امتلك سترويسكو 9000 هكتار (22000 فدان) بعد استلام ميراثه، لكنه ذهب لاحقًا لشراء 16000 هكتار آخر (نحو 4000 فدان) من الأراضي بالإضافة إلى العديد من العزب ومزارع المواشي والإسطبلات، ما جعله أحد أغنى الناس في المنطقة.
باع الكثير من ممتلكاته في مزاد علني واستخدم المال في أعماله الخيرية أو قُسمت بين مجتمع الفلاحين إذ كان سترويسكو رائد الزراعة التعاونية والحراجة التعاونية. وأكد شخصيًا على تقنيات الحارثين وأصلح أخطاءهم. كما وصفه إيون بوزدوجان البرينزيني الأصل بأنه كان «متواضعًا ومتزنًا» لكنه أيضًا «عديم الرحمة مع من بددوا ثروته». أشار الناشط بان هاليبا إلى أن سترويسكو كان «ديموقراطيًا حقيقيًا» و«مسيحيًا صادقًا، لم يتزوج أبدًا وعاش بتواضع» يدعي هاليبا أن «هذا الرجل استخدم أهليته الإدارية الكبيرة لإسعاد أولئك الذين يعيشون في ممتلكاته. ساعد الجميع كي يمتلكوا منزلًا لائقًا ومزرعة، كان يتصرف كما يجب أن يكون عليه الرجل القائد. لو يعلم أولئك الوزراء الذين يسمون أنفسهم ديموقراطيين والاشتراكيين كيف عاش البيساربي الروماني العظيم فاسيلي سترويسكو!» بحلول 1918، كان ما تبقى لسترويسكو نحو 8000 هيكتار مسجلة باسمه موزعة بين ترينكا وبدراجي فيشي ودروتا وزابريسيني.

### الراعي القومي
كما قال المؤرخ لوري كوليسنيك، وقف سترويسكو ونيكولا ستيفان كاسو بين أولئك النبلاء الذين أعادوا حركة الترويس أو الملدوفينية. «ليعادلوا تأثير» أعداء القوة الإمبراطورية مثل أليكساندر ن. كروبنسكي. سترويسكي الذي خرج من عدة مدارس مجددة في بيسارابيا، أسس مستشفيات في قريته الأصلية وفي براتوزيني وأصبح كيتيتور (قائد) الأرثوزوكس البيساريبي في ترينكا وبوسيمباوتي وسوفرينكاني وزايكاني. عام 1899، عرض أن يرعى المدارس الحكومية بشرط أن يُسمح لهم أن يدرِسوا باللغة الرومانية. أهملت الحكومة هذا الاقتراح ببساطة. بعد أن جعلت ثورة 1905 التحرير ممكنًا، بدأ سترويسكو في المشاركة في اجتماعات النخبة التآمرية في كيشينيف، كان يتبادل الآراء مع هاليبا ونيكولا أليكساندري وإيون إنسوليت ونيكول بفول وأليكسيس نور وإيون بليفان وبول جور حيث ناقشوا لأول مرة إمكانية توحيد رومانيا وبيسارابيا. كما يقول بليفان فقد حاول هو وإيمانويل جافريليتا أن يقنعوا سترويسكو أن يمول مجلة للجمهور المتحدث باللغة الرومانية لكن صاحب الأرض بدا «متشككًا إلى حد ما». ومع ذلك، ساعد هاليبا ماليًا في إنشاء مجلة ديموقراطية وقومية «باسارابيا» في عام 1906، التي أغلقتها في النهاية السلطات الروسية في مارس 1907.